# Шарифов, Самир Рауф оглы
Самир Рауф оглы Шарифов (азерб. Samir Rauf oğlu Şərifov; род. 7 сентября 1961, Баку) — азербайджанский государственный деятель. Министр финансов Азербайджана (2006—2025). Заместитель премьер-министра Азербайджана (с 2025 года).

## Биография
Родился 7 сентября 1961 года. В 1983 году окончил факультет международных экономических отношений Киевского государственного университета. Получил степень магистра.
С 1983 по 1991 год — экономист Министерства внешней торговли СССР в Баку, затем в Южном Йемене. 
С 1991 по 1995 год — заместитель руководителя департамента международных экономических отношений МИД Азербайджана.
С 1995 по 2001 год — директор департамента Национального банка Азербайджана. 
С 3 января 2001 по 18 апреля 2006 — исполнительный директор ГНФАР. 
Министр финансов Азербайджана (18 апреля 2006 — 10 января 2025).
С 2008 года является членом Совета управляющих МВФ от Азербайджана. 
Является сопредседателем азербайджано-французской межправительственной экономической комиссии.
Представитель Азербайджана в Черноморском банке торговли и развития.
Заместитель премьер-министра Азербайджана (с 10 января 2025).

## Награды
- Орден "Шохрат" (6 сентября 2021)[12][13]